# John Whitby Allen
Pour les articles homonymes, voir Allen et John Allen.
John Whitby Allen (2 juillet 1913, 6 janvier 1973) est un photographe et un modéliste ferroviaire américain, créateur d'un réseau à l'échelle HO, le Gorre & Daphetid Railroad et auteur de nombreux articles novateurs sur le modélisme ferroviaire et ses techniques.
John Allen, surnommé The Wizard of Monterey (Le magicien de Monterey), habitait Monterey en Californie, dans une maison choisie spécialement pour accueillir son réseau ferroviaire sur 60 m2.

## Jeunesse et études[1]
Né à Joplin, dans le Missouri, John est orphelin de père et de mère à neuf ans. Il vit alors dans sa famille proche, puis part étudier dans le Missouri, où il développe des complications cardiaques après un rhumatisme articulaire aigu. Sur les conseils de son médecin, il déménage chez son oncle et sa tante en Californie.
Après avoir complété son cursus secondaire, il s'oriente vers une formation en économie à l'université UCLA et rejoint les réservistes de la RTOC. Il découvre en 1934 les trains miniatures et décide de s'orienter vers les Beaux Arts, à l'Art Center College of Design de Pasadena. Il complète son cursus en trois ans, avec une spécialisation en photographie.

## Son parcours professionnel[1]
Au décès de son grand-père en 1935, John touche un petit héritage de 1 900 dollars, qu'il placera fructueusement. À l'issue de ses études, il monte avec un de ses camarades de classe une affaire de photographe portraitiste à Westlake Park à Los Angeles. Durant la Seconde Guerre mondiale, il propose en vain ses services à l'armée en tant qu'analyste-photo.
En 1953, John décide de profiter de ses placements et d'arrêter son affaire de photographie pour se consacrer à temps plein à sa passion, le modélisme ferroviaire. Après la vente de son magasin, il vivra de ses rentes, ainsi que des photographies publicitaires pour des fabricants de trains miniatures (notamment pour l'entreprise Varney ou Pacific Fast Mail dans les années 1950 et le début des années 1960) ou des articles dans la presse spécialisée à propos de son réseau, le Gorre & Daphetid, et les nombreuses techniques qu'il inventera.

## Son activité modéliste[1]
La construction du Gorre & Daphetid Railroad commence en 1944 et dure jusqu'au jour de la mort de John, en janvier 1973. Ces réseaux (il y en a eu trois versions) sont un terrain de jeux et d'expérimentation : à cette époque, l'offre en modélisme ferroviaire est très réduite du fait des restrictions la guerre, et l'échelle HO, pratiquée par John reste assez peu répandue. Le train miniature se résumait très souvent à faire tourner un train sur un ovale de voies, sans souci de reproduction de l'exploitation réelle des trains.
Cela oblige John à tout créer de toutes pièces (machines, matériel remorqué, décors), et à penser de nouveaux concepts, devenus aujourd'hui des standards : la patine et le vieillissement du matériel, une exploitation réaliste des trains,, la présentation générale de la maquette avec un éclairage variant pour créer un jour et une nuit ou perspectives forcées pour donner l'impression du lointain, la constitution d'une maquette d'étude de la maquette finale avant sa construction, systèmes électro-mécaniques simulant l'inertie des modèles, la création d'une compagnie fictive… Ces innovations ont été publiées dans de nombreuses revues spécialisées, telles que Model Railroader, le bulletin de la NMRA, The Model Craftsman…
Le Gorre & Daphetid Railroad représente un lieu imaginaire et une compagnie imaginaire. Le Gorre & Daphetid Railroad est donc doté par son créateur d'un historique complet, de billets, de timbres-poste, et d'une correspondance épistolaire entre les présidents imaginaires des divers réseaux. Pour certains, il s'agit du prélude de l'intérêt des nord-américains pour les compagnies secondaires, ayant moins de moyens et un matériel ferroviaire plus atypique que de grandes compagnies. Certains détails sur le réseau démontrent le sens de l'humour de John Allen : un dinosaure sert de locomoteur pour les wagons du triage, un wagon a plié sous le poids de Horace Vestibule, etc.
On doit également à John Allen un système de casse-tête, le timesaver, basé sur l'exploitation d'un train sur une surface réduite et encombrée de voies. Le but du jeu est de livrer des wagons en un minimum de temps et un minimum de manœuvres.
En 1966 et en 1969, il voyage en Europe, et notamment en France, avec une délégation américaine afin de participer aux sessions de travail du MOROP,. Il en ramène quelques détails qui figureront sur son réseau, dont une locomotive 020T Decauville et une Renault 4L.
John Allen décède d'une crise cardiaque le 6 janvier 1973, alors qu'il prévoyait la fin de la construction de son réseau pour le printemps. Son talent lui vaut de faire la couverture de Model Railroader en avril de la même année (une simple couverture avec deux photos et son nom et un dossier de dix pages),, ainsi qu'en janvier 2003, à l'occasion des 30 ans de sa disparition.
Le Gorre & Daphetid ne survit pas à son créateur : dix jours après le décès de John, un radiateur électrique normalement jamais utilisé met le feu au sous-sol qui contenait le réseau.

## Postérité
Pour le projet d'exposition The magic of Model Railroading organisée par la National Model Railroad Association au California State Railroad Museum, plusieurs éléments liés aux travaux de John Allen ayant survécu au feu sont présentés : la machine no 34, un timeswitcher, et quelques écrits.
Si le réseau a disparu, plusieurs machines construites par John Allen ont été conservées :
- la machine no 34, propriété de Model Railroader,
- la machine no 8, Sergeant Enis, une 220 avec tender, construite en 1947 sur la base d'un kit, restaurée par Kenichi Matsumoto à l'été 2018, propriété de la NMRA ;
- la machine no 9, une 020 construite sur la base d'un kit Varney Dockside, restaurée en état de marche par Kenichi Matsumoto à l'été 2018, propriété de ce dernier ;
- la machine no 10, une 020 construite sur une base Pacific Fast Mail, restaurée par Kenichi Matsumoto à l'été 2018, propriété de la NMRA.

En 2022, le modéliste Randy Decker travaille à la reproduction à l'identique du G&D.